# Estuario del Río Tinto
Estuario del Río Tinto este o arie protejată (arie specială de conservare — SAC, sit de importanță comunitară — SCI) din Spania întinsă pe o suprafață de 1.166,62 ha, integral pe uscat.

## Localizare
Centrul sitului Estuario del Río Tinto este situat la coordonatele 37°10′56″N 6°55′56″W / 37.1821°N 6.9322°V.

## Înființare
Situl Estuario del Río Tinto a fost declarat sit de importanță comunitară în decembrie 2000 pentru a proteja 9 specii de animale. Situl a fost protejat și ca arie specială de conservare în martie 2015.

## Biodiversitate
Situată în ecoregiunile marină Atlantică și mediteraneană, aria protejată conține 4 habitate naturale: Estuare, Tufărișuri halofile mediteraneene și termo-atlantice (Sarcocornetea fruticosi), Terase mlăștinoase și terase nisipoase neacoperite de apă la reflux, Pajiștile Spartina (Spartinion maritimae).
La baza desemnării sitului se află mai multe specii protejate:
- păsări (4): barză neagră (Ciconia nigra), șoim călător (Falco peregrinus), ciovlica roșcată (Glareola pratincola), vultur pescar (Pandion haliaetus)
- amfibieni (1): Discoglossus galganoi
- mamifere (1): râs iberic (Lynx pardinus)
- reptile (3): Caretta caretta, țestoasa de baltă (Emys orbicularis), Mauremys leprosa

Pe lângă speciile protejate, pe teritoriul sitului au mai fost identificate 2 specii de plante, 2 specii de nevertebrate.